# Hylströmmen
De Hylströmmen is een onbevaarbare waterval in de rivier Voxnan in midden-Zweden, een kleine 2 km stroomopwaarts van Norra Blommaberg. Ze heeft een valhoogte van ruim 20 meter.
Een hangbrug laat aan de bezoekers toe om de waterval over te steken. Voor kanovaarders is het noodzakelijk om (met behulp van een kanokar) een ommetje te maken.
Net zoals de rivier is deze waterval beschermd als natuurreservaat.